# بارزون، شارونت-ماریتیم
بارزون (به فرانسوی: Barzan) یک کمون (فرانسه) در فرانسه است که در canton of Cozes واقع شده‌است. بارزون ۸٫۰۷ کیلومتر مربع مساحت دارد.